# Warren Bennis
Pour les articles homonymes, voir Bennis.
Warren Bennis (1925-2014) est un universitaire  et  auteur américain expert en leadership,.
Il a été conseiller des présidents John Fitzgerald Kennedy, Lyndon B. Johnson, Gerald Ford, Ronald Reagan ainsi que de plusieurs entrepreneurs parmi lesquels Howard D. Schultz de Starbucks . Il a publié une trentaine d'ouvrages dont plusieurs avec Burt Nanus.
Il pense que le monde est mieux géré par des leaders plutôt que des managers et a remis en cause le système traditionnel de la hiérarchie, souvent source de corruption et/ou d'inertie.
Son travail a inspiré le modèle actuel de gestion des entreprises, privées ou publiques, plus humain, plus respectueux, plus démocratique, plus souple.

## liens externes
- Notices d'autorité :   - VIAF
  - ISNI
  - BnF (données)
  - IdRef
  - LCCN
  - GND
  - Italie
  - Japon
  - CiNii
  - Espagne
  - Belgique
  - Pays-Bas
  - Pologne
  - Israël
  - NUKAT
  - Catalogne
  - Norvège
  - Croatie
  - WorldCat